# Сан-Марино на летних Олимпийских играх 1960
Сан-Марино принимало участие в Летних Олимпийских играх 1960 года в Риме (Италия), но не завоевало ни одной медали. Девять спортсменов, все мужчины, приняли участие в пяти соревнованиях по трём видам спорта.

## Велоспорт
Четыре спортсмена представляли Сан-Марино в велоспорте.
| Сальваторе Пальмуччи | Индивидуальная гонка | 4:20:57 | 40              |
| Доминико Чекетти     | Индивидуальная гонка |         | не финишировал  |
| Санте Кьяччи         | Индивидуальная гонка |         | не финишировал  |
| Вито Корбелли        | Индивидуальная гонка |         | не финишировал  |
| Сальваторе Пальмуччи | Групповая гонка      |         | не финишировали |
| Доминико Чекетти     | Групповая гонка      |         | не финишировали |
| Санте Кьяччи         | Групповая гонка      |         | не финишировали |
| Вито Корбелли        | Групповая гонка      |         | не финишировали |

## Стрельба
Четыре стрелка представляли Сан-Марино на Олимпийских играх 1960 года. 
| Арольдо Часали    | Произвольный пистолет на 50 метров | 271 | 64    |
| Спартак Чесаретти | Произвольный пистолет на 50 метров | 252 | 65    |
| Лео Франчиоси     | Трап                               | 176 | 24Т   |
| Гульельмо Джусти  | Трап                               |     | AC QR |

## Тяжелая атлетика

### Вольная борьба
В категории легчайший вес Сан-Марино представлял Витторио Манчини (англ. Vittorio Mancini), в итоговом рейтинге на позиции 16Т.